# Петропавловское сельское поселение (Джидинский район)
Се́льское поселе́ние «Петропавловское» (бур. Сагаатын hомон) — муниципальное образование в Джидинском районе Бурятии Российской Федерации.
Административный центр — село Петропавловка.

## История
Статус и границы сельского поселения установлены Законом Республики Бурятия от 31 декабря 2004 года № 985-III «Об установлении границ, образовании и наделении статусом муниципальных образований в Республике Бурятия»

## Население
| 2002  | 2011  | 2012  | 2013  | 2014  | 2015  | 2016  |
| ----- | ----- | ----- | ----- | ----- | ----- | ----- |
| 7688  | ↘7419 | ↗7491 | ↘7414 | ↘7365 | ↗7377 | ↘7346 |
| 2017  | 2018  | 2019  | 2020  | 2021  | 2023  | 2024  |
| ↗7435 | ↘7371 | ↘7351 | ↘7277 | ↗7438 | ↘7334 | ↘7264 |

## Состав сельского поселения
| № | Населённый пункт | Тип населённого пункта       | Население |
| - | ---------------- | ---------------------------- | --------- |
| 1 | Петропавловка    | село, административный центр | ↘7264     |